# Una madre ritorna
Una madre ritorna è un film del 1952 diretto da Roberto Bianchi Montero.

## Produzione
Pellicola rientrante nel filone dei melodrammi sentimentali strappalacrime, allora molto in voga tra il pubblico italiano, in seguito rinominato dalla critica con il termine neorealismo d'appendice.

## Distribuzione
Il film venne distribuito nel circuito cinematografico italiano il 4 settembre del 1952.